# Гутенборн
Гутенборн (нім. Gutenborn) — громада в Німеччині, розташована в землі Саксонія-Ангальт. Входить до складу району Бургенланд. Складова частина об'єднання громад Дройсігер-Цайтцер-Форст.
Площа — 33,93 км2. Населення становить 1723 ос. (станом на 31 грудня 2021).